# Migny
Migny is een gemeente in het Franse departement Indre (regio Centre-Val de Loire) en telt 119 inwoners (2009). De plaats maakt deel uit van het arrondissement Issoudun. In de gemeente ligt het gesloten spoorwegstation Diou.

## Geografie
De oppervlakte van Migny bedraagt 13,0 km², de bevolkingsdichtheid is dus 9,2 inwoners per km².

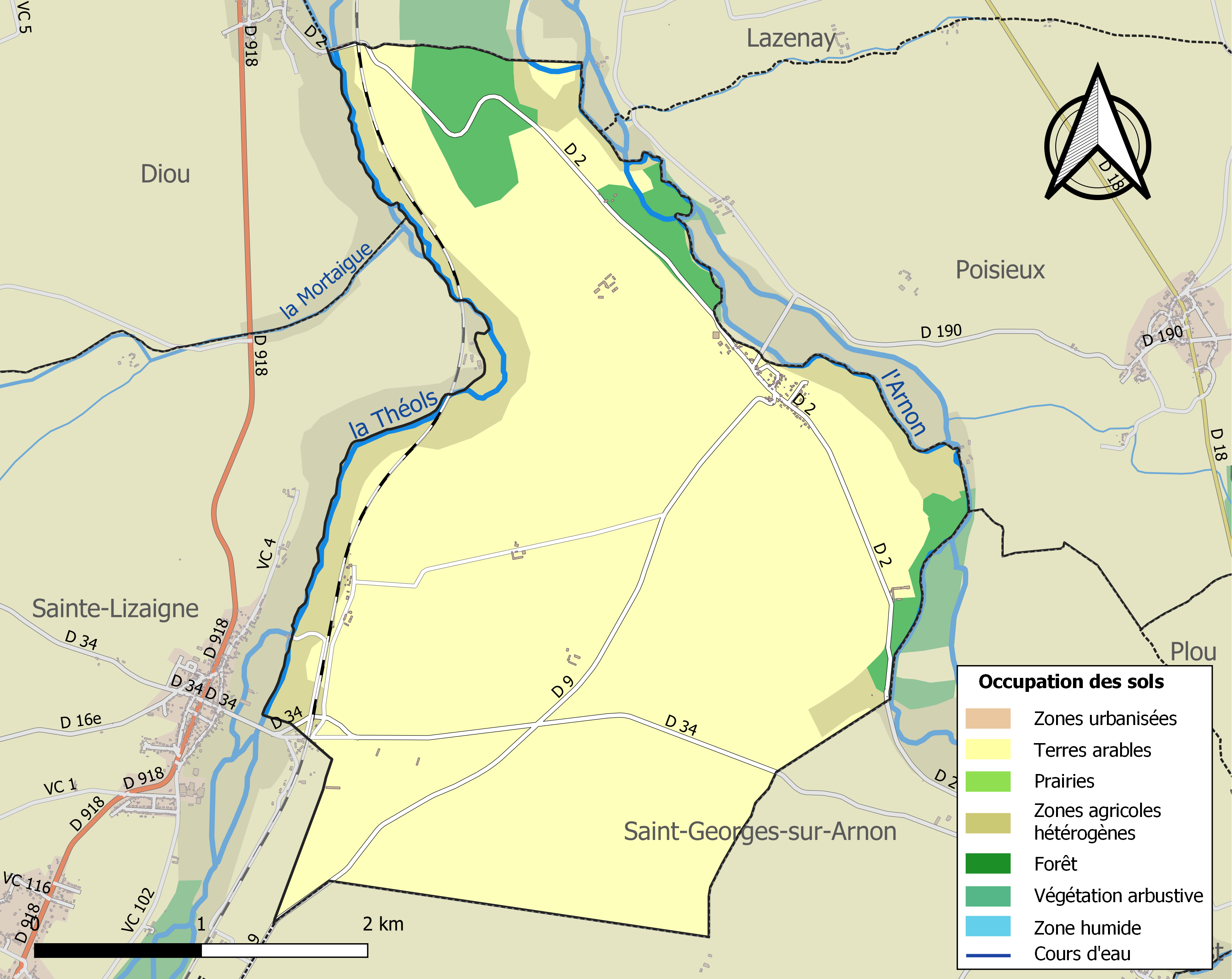
Kaart van de gemeente met de belangrijkste infrastructuur, bodemgebruik en omliggende gemeenten

## Demografie
Onderstaande figuur toont het verloop van het inwonertal (bron: INSEE-tellingen).